# Maison de naissance de Georg Friedrich Haendel
Pour les articles homonymes, voir Haendel (homonymie).
La maison de naissance de Georg Friedrich Haendel (Haendelhaus, en allemand) est une maison-musée de style renaissance allemande, du centre historique de Halle-sur-Saale en Saxe-Anhalt en Allemagne. Georg Friedrich Haendel (1685-1759) y est né et a vécu jusqu’à ses 18 ans. Un musée de la musique lui est dédié depuis 1948,.

## Historique
Georg Friedrich Haendel naît en 1685 dans cette maison XVe siècle (la même année que Jean-Sébastien Bach). Elle est acquise en 1666 par son père Georg Händel (en), barbier chirurgien du duc Auguste de Saxe-Weissenfels.

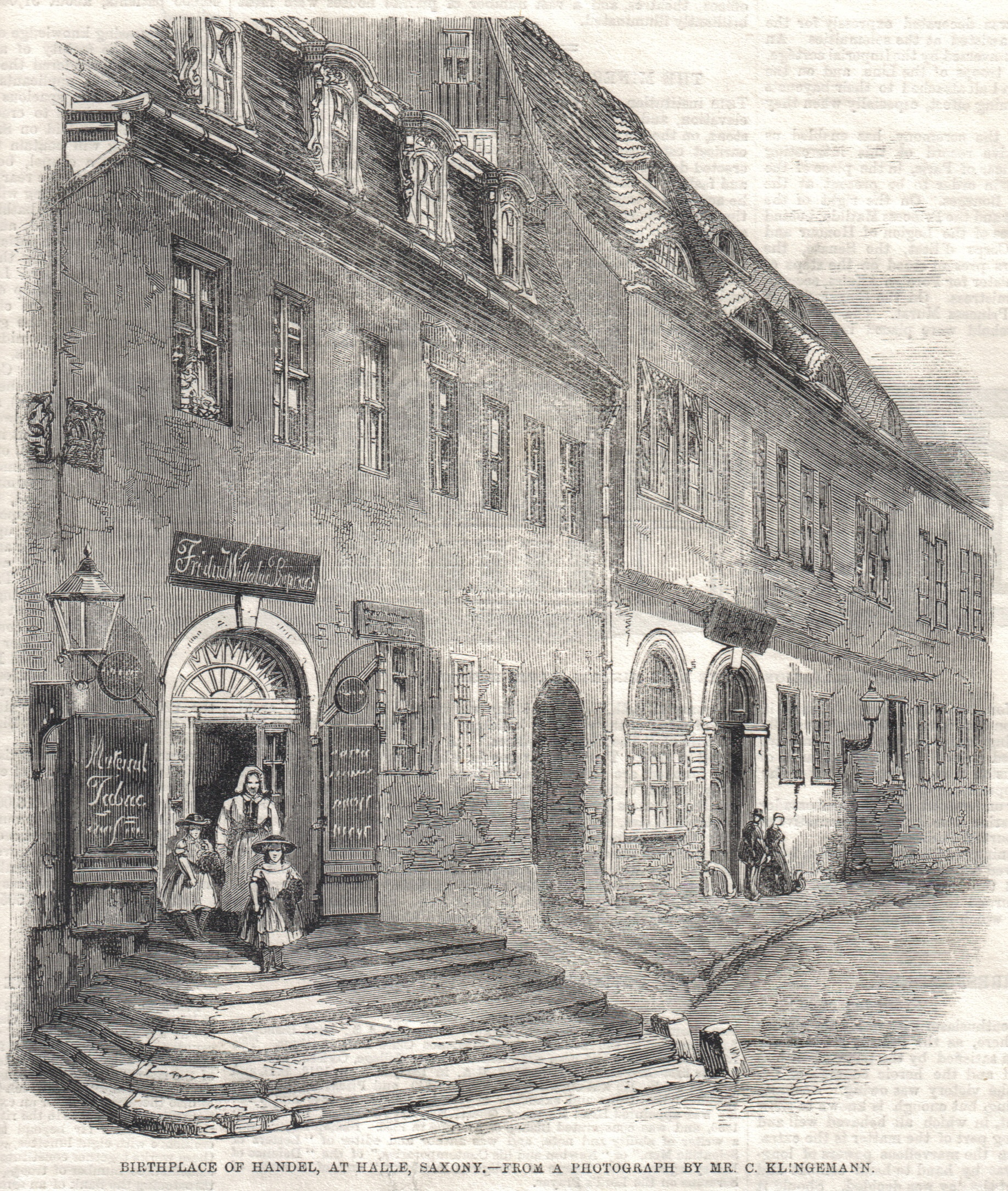
En 1859
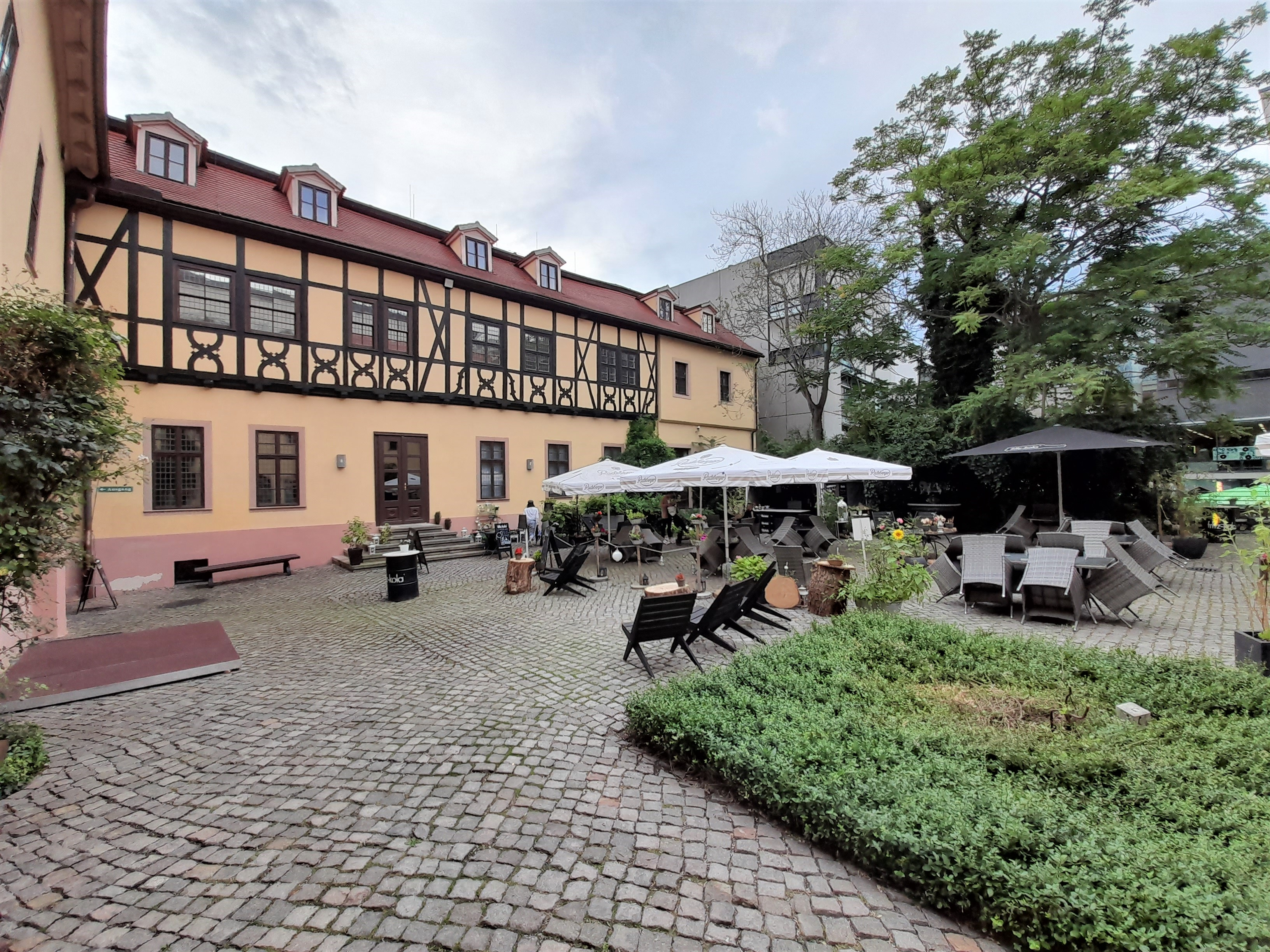
Coté cours
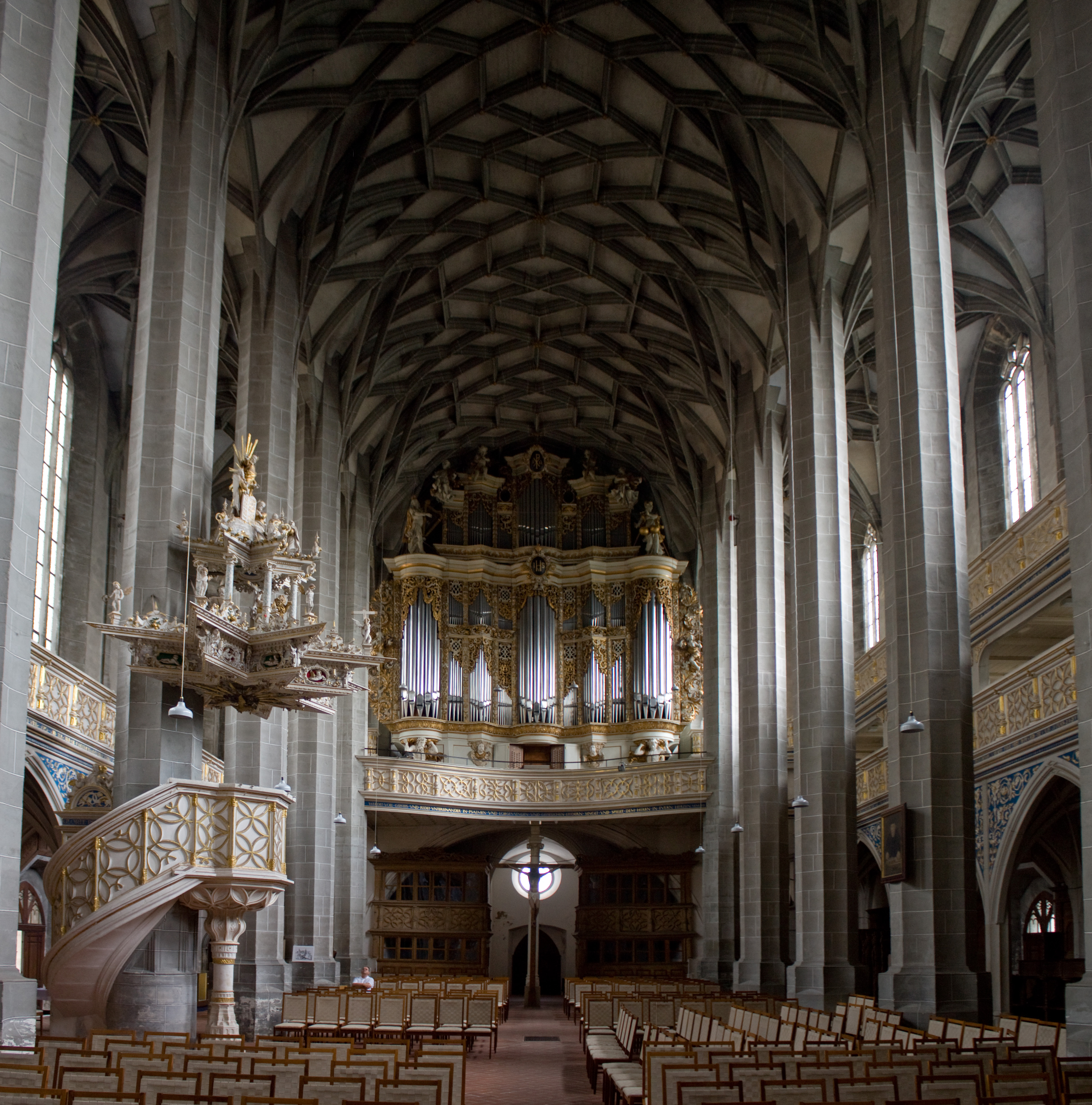
Orgue de la cathédrale de Halle-sur-Saale

Haendel y passe son enfance et adolescence, avec son professeur de musique et de composition Friedrich Wilhelm Zachow (organiste de la cathédrale de Halle-sur-Saale) jusqu’en 1703 où il part poursuivre ses études à Hambourg, à l'age de 18 ans.

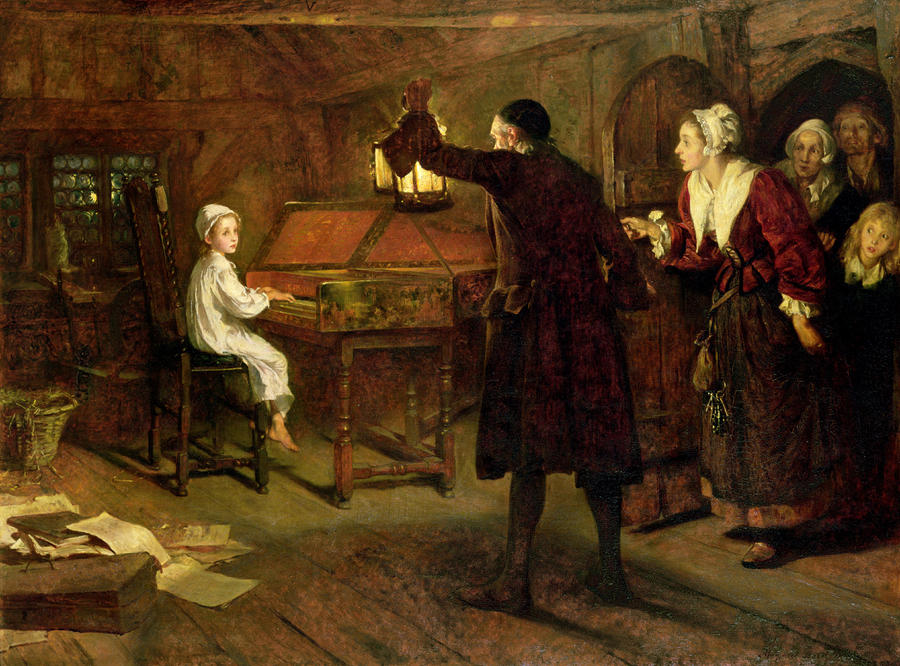
Haendel enfant, par Margaret Isabel Dicksee
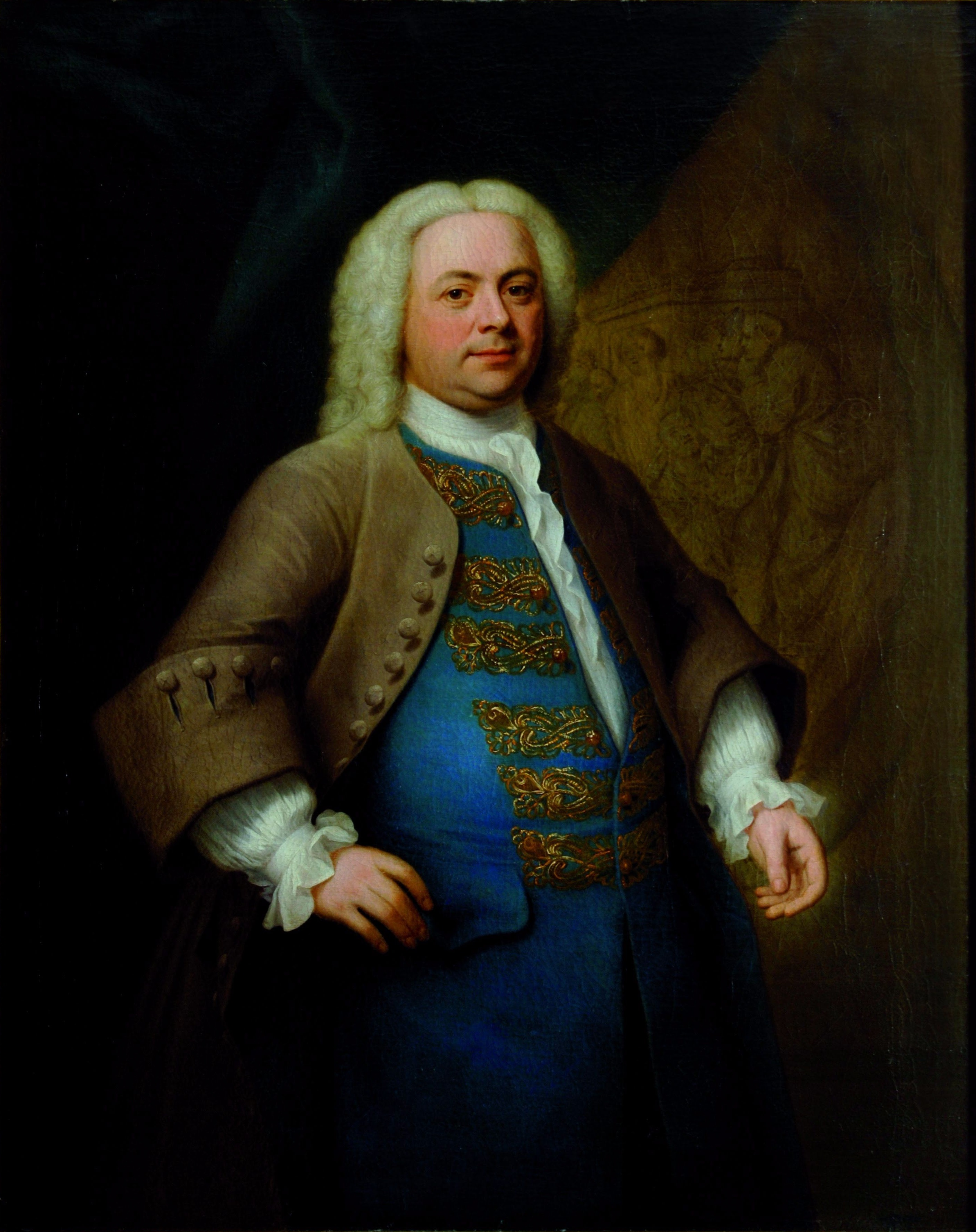
Haendel vers 1740
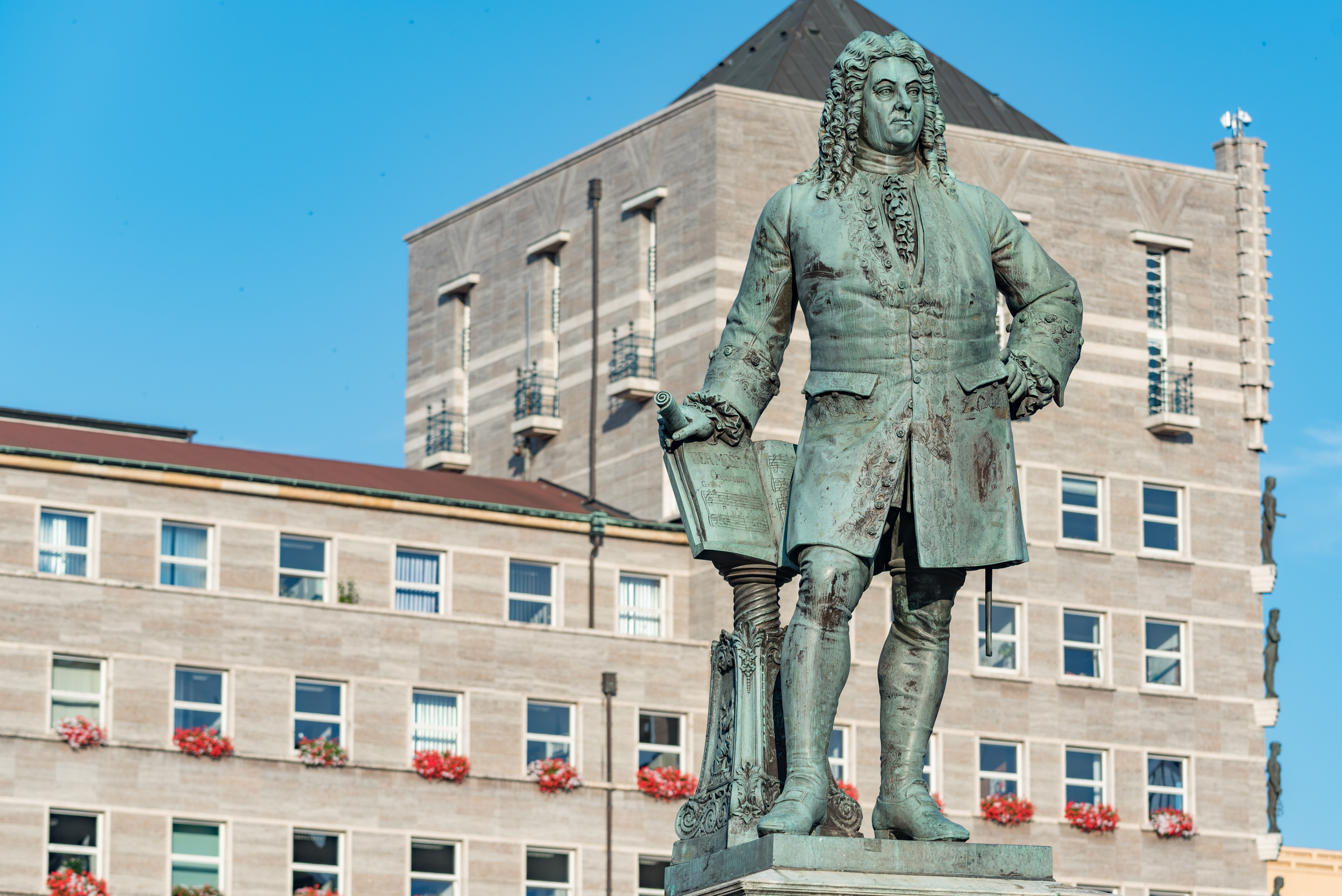
Statue d'Haendel à Halle-sur-Saale

## Musée Haendel
La demeure reste dans la famille Haendel jusqu'en 1783, avant d’être vendue à divers propriétaires successifs. 

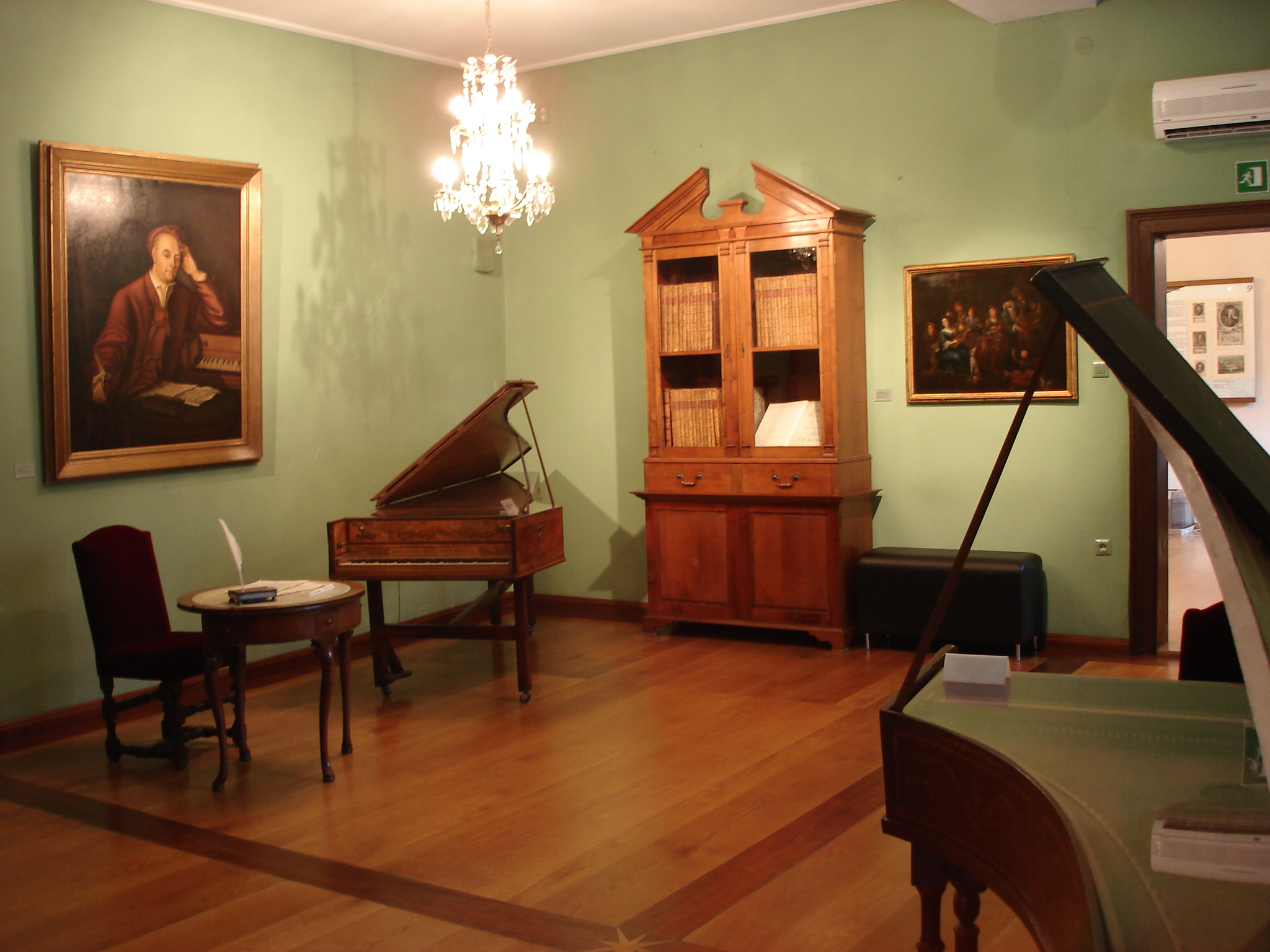
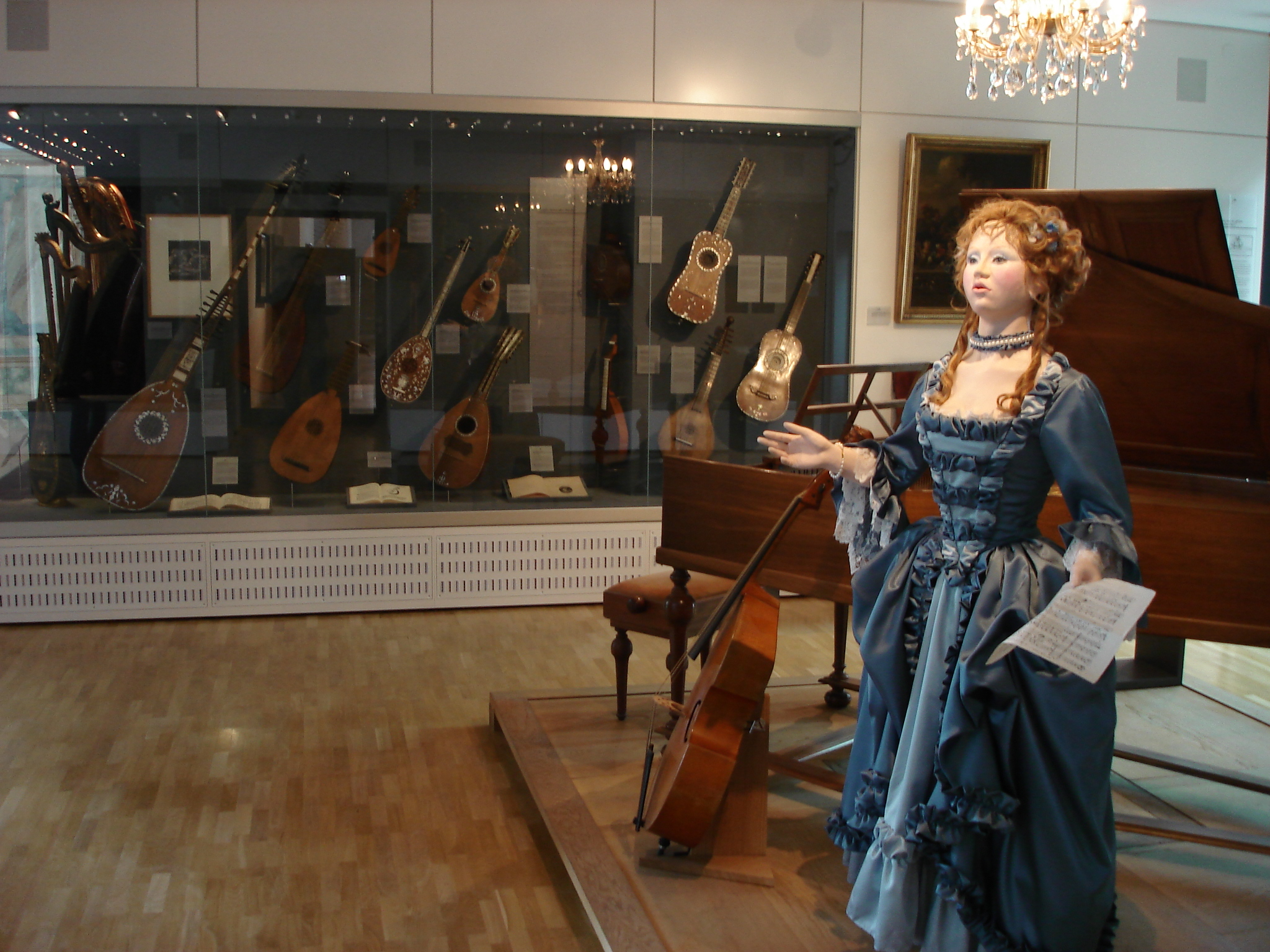
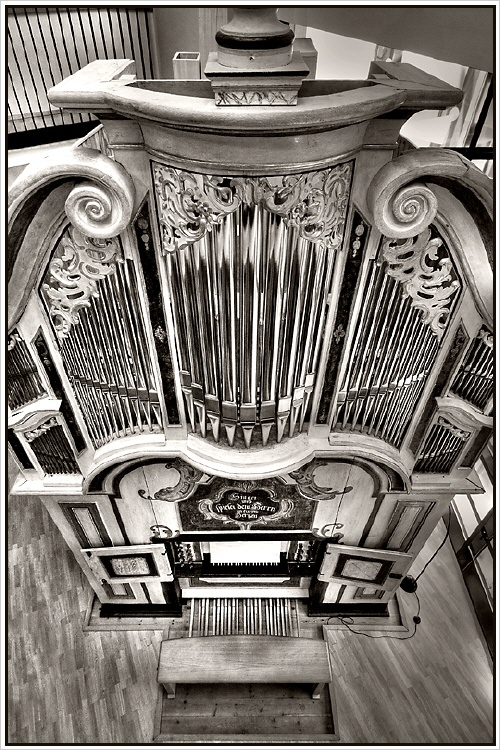

Elle est acquise par la municipalité en 1937 pour en faire un musée ouvert en 1948. Le musée s'agrandit en 1985, en incluant des bâtiments historiques voisins, pour le 300e anniversaire de la naissance du compositeur. 
Le musée de 550 m² expose dans 14 salles environ 700 instruments de l’histoire de la musique classique occidentale, plus de 1000 documents, lettres, partitions, livres, premières éditions d'œuvres, peintures, et nombreux objets musicaux d'époque…

## Festival
Le festival annuel Handel Festival, Halle (en) est organisé à Halle-sur-Saale depuis 1922.

## Autre musée Haendel
- Handel & Hendrix à Londres[6].